# Yasuhiro Nakasone
Yasuhiro Nakasone (jap. 中曽根 康弘, Takasaki, 27. svibnja 1918. – Tokio, 29. studenoga 2019.) je japanski političar i japanski premijer od 1982. do 1987. godine. Njegov premijerski mandat obilježava nastojanje za privatizacijom državnih tvrtki te ponovno jačanje japanskog nacionalizma koje je pomagao.

## Rani život i karijera
Nakasone je rođen gradu Takasakiju smještenom u središnjem dijelu japanskog otoka Honshūa. Pohađao je Tokijsko carsko sveučilište. Za vrijeme Drugog svjetskog rata služio je kao časnik u Japanskoj carskoj mornarici. Godine 1946. izabran je u Kokkai u Zastupnički dom. Od osnivanja je član Liberalno demokratske stranke. Brzo napreduje unutar stranke te 1959. godine postaje ministar znanosti. Godine 1967. postaje ministar prometa. Na čelu je i agencije zadužene za obranu države. Godine 1972. ministar je zadužen za međunarodnu trgovinu i industiju, a 1981. godine preuzima ministarstvo zaduženo za administarciju.

## Premijerski mandat
Nakasone je postao japanski premijer 27. studenog 1982. godine. U vanjskoj politici zaslužan je za poboljšavanje japanskih odnosa s tadašnjim Sovjetskim savezom i Kinom. Imao je blizak odnos s američkim predjednikom Ronaldom Reaganom. U unutarnoj politici najvažniji potez je privatizacija Japanske nacionalne željeznice koja je bila državna željeznica od 1947. do 1987. godine. Razbijanjem Japanske nacionalne željeznice na dijelove koje je preuzelo sedam privatnih tvrtki koje su osnovale Japansku željezničku grupu racionaliziran je željeznički sustav i stvorena pretpostavka za modernizaciju. 
Nakasone je poznat po nacionalističkom stavu. U dva navrata je posjetio Yasukuni hram koji je posvećen štovanju duhova japanskih vojnika, uključujući i 14 ratnih zločinaca A klase, koji su izgubili život u službi japanskog cara. Jednom je prilikom izjavio da je tajna japanskog gospodarskog razvitka to što nema brojih manjina za razliku od SAD-a. Kasnije je pojasnio izjavu rekavši da je zapravo želio čestitati SAD-u što je postigao izuzetan gospodarski uspjeh usprkos brojnim "problematičnim" manjinama. 

## Kasniji život
Na mjestu premijera je ostao do 6. studenoga 1987. godine. Nakon toga ostao je član Japanskog Dieta desetljeće i pol. Godine 2003. nije postavljen na LDP-ovu izbornu listu što je ocjenjeno kao uspješan napad tadašnjeg premijera Junichira Koizumija na staro vodstvo stranke. Njegov Hirofumi Nakasone također je član Dieta te je služio na mjestu ministra obrazovanja. Unatoč nizu godina izvan scene, godine 2010.